# Gideon Ellis Newman
Pour les articles homonymes, voir Newman.
Gideon Ellis Newman, né le 26 octobre 1823 à Dixfield, est un homme politique, membre de l'Assemblée de l'État du Wisconsin.

## Biographie
Gideon Ellis Newman naît le 26 octobre 1823 à Dixfield dans l'État du Maine aux États des États-Unis. Le 19 novembre 1848, il épouse Elizabeth Wardall. Ils ont six enfants.
En 1854, Newman s'installe à Cooksville dans le Wisconsin. Pendant la guerre civile américaine, il s'enrôle dans le 35e régiment d'infanterie volontaire du Wisconsin de Union Army. Il participe à la bataille du fort d'Espagne et obtient le grade de premier lieutenant.
Newman est membre de l'Assemblée pendant la session de 1877. Il est membre du parti républicain du Wisconsin.
Gideon Ellis Newman meurt le 7 février 1911 et est inhumé au cimetière de Cooksville (en) dans le Wisconsin. 